# Старое Каплино
Ста́рое Ка́плино — деревня в Жирятинском районе Брянской области, в составе Жирятинского сельского поселения. 
 Расположена в 10 км к северо-востоку от села Жирятино, на левом берегу Судости, у автодороги Жирятино—Брянск. Население 485 человек (2010) — крупнейший после райцентра населённый пункт района.

## История
Упоминается с первой половины XVII века (под названием Каплино), в составе Подгородного стана Брянского уезда. С XVIII века — сельцо, владение Бахтиных, Бурновых; позднее Макарьевых, Чашниковых и др. Входила в приход села Княжичи.
С 1861 по 1924 в Госамской волости Брянского (с 1921 — Бежицкого) уезда, в 1924—1929 в Жирятинской волости. 
 С 1929 года в Жирятинском районе, а в период его временного расформирования (1932—1939, 1957—1985) — в Брянском районе. С 1920-х гг. до 1954 года входила в Княжичский сельсовет, в 1954—2005 гг. — в Страшевичском сельсовете.